# Свенссон, Ула
Ула Нилс Хокан Свенссон (род. 23 февраля 1986 в городе Лунд, Швеция) — шведский поп-певец и автор песен. Его карьера началась в Universal Music, но в июне 2010 года он основал свой собственный лейбл OLINIHO Records. Свенссон записал свой первый студийный альбом в 2006 году и с тех пор, выпустил четыре альбома и несколько синглов, восемь из которых занимали первые места в шведском чарте синглов-/альбомов и были удостоены золота/платины.
В 2011 его компания подписала ряд международных контрактов, в том числе Ultra Records в США и 3BEAT в Великобритании, и это было началом его международного прорыва.
В 2012 году Ула Свенссон подписал контракт с Sony Music и с тех пор выпустил несколько синглов и альбом Carelessly Yours во всей Европе. Альбом Carelessly Yours Свенссон записал в соавторстве с композиторами и продюсерами, такими как Shellback, Klas Åhlund и Patrik Berger.

## Биография
В пять лет Ула начал играть на фортепиано в муниципальной музыкальной школе Лунда, а в девять он так же стал посещать занятия в хоре мальчиков в своем родном городе Лунд. Помимо музыки Ула питал большой интерес к занятиям футболом. Он профессионально играл в Trelleborgs FF, а позже в див.1 клубе Vasalund. В 11 лет Свенссон сыграл главную роль в опере Волшебная флейта в городском театре Мальмё, режиссёр Philip Zanden.
В 2005 Свенссон принял участие в Шведском конкурсе молодых талантов Idol 2005, где он занял восьмое место.
В апреле 2006 года он выпустил свой дебютный сингл «Rain», возглавивший чарт синглов в Швеции и 31 мая, увидел свет его первый альбом Given to fly, который достиг первого места в шведском чарте альбомов.
Первый сингл «Natalie» из второго альбома Улы Свенссона был выпущен 7 июня 2007 года и возглавлял шведский чарт синглов в течение 5 недель. Сингл был продан тиражом, заслужившим платину. Песня «Natalie» в конечном итоге попала в ротацию радио в 13 странах. Второй альбом Good Enough был выпущен осенью 2007 года и достиг второго места в чарте альбомов в Швеции.
После этого Ула был номинирован в общей сложности в 14 номинациях на шведскую премию Грэммис и Rockbjörn. В январе 2009 года, Свенссон выиграл Rockbjörnen с песней «Feelgood» в категории Песня года 2008. Сингл был продан тиражом более 40 000 экземпляров, и признан дважды платиновым.
22 июня 2009 Ула выпустила сингл «Sky’s the Limit». Эта песня, так же как и остальные до неё, взлетела на первые места в чартах и стала золотой. Осенью 2009 Свенссон участвовал в Битве хоров Körslaget 2009, где он со своим мужским хором Team Ola из Лунда стали победителями. Приз в 500,000 шведских крон он передал в благотворительную организацию Tamam.
Летом 2010 Ула Свенссон заявил, что он открыл свой собственный лейбл OLINIHO Records. Первым альбомом, выпущенным на собственном лейбле был одноимённый альбом OLA и он сразу же устремился прямо к вершине в шведском чарте альбомов. При записи этого альбома Ула сотрудничал с Alexander Kronlund и английским исполнителем и автором песен Labrinth. Два сингла из альбома «Unstoppable» и «Overdrive» стали хитами номер один, и третий сингл «All Over The World» позже был признан Британским Scandipop лучшей скандинавской поп- песней.
В 2011 Ула Свенссон / OLINIHO Records подписали контракт с несколькими странами по всему миру, включая 3BEAT в Англии, David Gresham Records в Южной Африке и Ultra Records в США.
В августе 2011 альбом OLA" был выпущен в Южной Африке , и осенью сингл «All Over The World» был выпущен в нескольких странах. Сингл был признан хитом и достиг № 36 в чарте танцевальной музыки Billboard в США, и стала наиболее часто проигрываемой песней осени 2011 в Scott Mills' «Ready for the Weekend» на BBC Radio One в Англии. Видеоклип «All Over The World» имел большой успех и был наиболее просматриваемым на 4 Music и The Box в Великобритании в 2011.
Ула Свенссон с песней «All Over The World» был признан на мировой сцене и PerezHilton(музыкальный блог)был среди тех, кто лестно высказался о сингле и видео Улы..
В мае 2012 Ула выпустил сингл «I’m In Love» в Швеции, который сразу стал номером один на iTunes. Песня была написана Улой Свенссоном при сотрудничестве с Shellback. В июле 2013 OLINIHO Records подписал Европейский контракт с Sony Music и релиз «I’m In Love»осуществился в Октябре 2012. Сингл попал в чарты по всей Европе и в Августе 2013 Свенссон объявил о том, что сингл был удостоен двойной платины в Италии . Видеоклип на эту песню на сегодняшний день имеет более 20 миллионов просмотров на YouTube.
В августе 2013 Свенссон выпустил сингл «Maybe» в Швеции, который стал № 3 на iTunes. Премьера видеоклипа «Maybe» произошла на музыкальном сайте Gaffa.
Сингл номер три «Tonight I’m Yours», был выпущен в Швеции в октябре 2013. Видеоклип на эту песню был снят с режиссёром Åsa Riton. Премьера клипа состоялась на Swedish music blog PSL
15 января 2014 Ула Свенссон выпустил свой четвёртый альбом Carelessly Yours в Швеции. Он достиг четвёртого места в шведском чарте альбомов в первую же неделю и был также отмечен как самый ожидаемый альбом. В этом альбоме Свенссон становится не только автором всех песен, но и продюсером некоторых из них. В работе над альбомом принимали участие Shellback, Клас Олунд and Патрик Бергер.
Последним синглом альбома стал «Jackie Kennedy» в видиоклипе которого Ула Свенссон снимается одетый как леди.
В карьере Свенссона было пять туров по всему миру, а в 2013/2014 Ула совершил гастрольный тур, выступая в клубах и на фестивалях по всей Европе, посетив порядка 20 стран.
Три сингла Улы Свенссона были показаны на канале Europa Plus TV . Синглы «I’m in love» и «Jackie Kennedy» стали хитами в России и странах СНГ и долгое время удерживали топовые места в лучшей десятке в ЕвроХит Топ40. Ула принимал участие в больших телевизионных шоу, таких как Muz TV Awards 2014, Europa Plus Live 2013 и Новая Волна в Юрмале 2014.
Во время Олимпийских игр в Сочи 2014 Ула выступил на Площади награждения медалистов. Как и Эмма Грин, он не мог не высказать своей политической точки зрения, возникшей из-за конфликта в России в связи с притеснением сексуальных меньшинств, поддерживая право любого человека на любовь, под крики восторженной толпы он призывает сражаться против притеснения. «I want to dedicate my last song for all of you who have to fight for your love.»
В 2018 году Ула заключил контракт с Columbia, приобрел псевдоним Brother Leo и готовится выпустить новый альбом. 27 июля вышел первый сингл Strangers on an Island, спродюсированный Fatboy Slim.

## Дискография

### Альбом
Год / Название / (место в чарте)
- 2006 — Given to Fly (#1)[7]
- 2007 — Good Enough (#2)[10]
- 2008 — Good Enough the Feelgood Edition
- 2010 — OLA (#1)[17]
- 2014 — Carelessly Yours (#4)[34]

### Сингл
Год / Название / Страна (место в чарте / награды по продажам)
- 2006 — Rain / Швеция (#1)[6]
- 2006 — Brothers / Швеция (#4)[41]
- 2007 — Natalie / Швеция (#1/платина)[8][9]
- 2007 — S.O.S / Швеция (#1/золото)[42], Polen
- 2008 — Feelgood / Швеция (#1/двойная платина)[12][13]
- 2008 — Love in stereo / Швеция (#2/золото)[43]
- 2009 — Sky´s the limit / Швеция (#1/золото)[14]
- 2010 — Unstoppable / Швеция (#1/платина)[18]
- 2010 — Overdrive / Швеция (#1/платина)[19]
- 2010 — All Over The World / Швеция (#3/золото)[44], США (Billboard #34)[23], Великобритания, Южная Африка, Россия, Польша, Испания
- 2011 — Riot / Швеция (#3)
- 2012 — I´m In Love / Швеция (#1)[26] , Италия (#1/двойная платина)[28] , Россия (#7), Греция (#3), Германия (#12), Польша, Беларусь, Чешская Республика, Дания, Норвегия, Финляндия, Испания,Эстония, Латвия, Литва, Мальта, Бельгия, Франция, Люксембург, Швейцария, Румыния, Турция (# 19), Украина, Голландия, Австрия, Венгрия
- 2013 — Maybe / Швеция (#3)[30]
- 2013 — Tonight I´m Yours / Швеция (#3)
- 2013 — Jackie Kennedy / Италия (#3), Россия (#9), Польша, Венгрия (# 16), Беларусь, Бельгия, Дания, Норвегия, Финляндия, Эстония, Латвия, Литва, Франция, Люксембург, Мальта, Германия, Австрия, Швейцария, Румыния, Турция, Голландия
- 2014 — Jackie Kennedy / Швеция (#5)
- 2014 — Tonight I´m Yours / Италия (#8)
- 2014 — Rich & Young / Италия (#6)
- 2018 — Strangers on an Island